# دم‌بلند خاکستری پاسیاه
دم‌بلند خاکستری پاسیاه (نام علمی: Semnopithecus hypoleucos) نام یک گونه از سرده دم‌بلند خاکستری است.